# Wilhelm Lützow
Wilhelm Bernhard Adolf Emil „Willy“ Lützow (* 19. Mai 1892 in Oberrad; † 31. Oktober 1915 in Tahure, Sommepy-Tahure) war ein deutscher Schwimmer.
Wilhelm Lützow startete für den Magdeburger Schwimmclub von 1896. Bei den Olympischen Spielen 1912 in Stockholm trat Lützow auf der 200-Meter-Bruststrecke und auf der 400-Meter-Bruststrecke an. In den ab dem 7. Juli stattfindenden Vor- und Zwischenläufen konnten sich für die Endläufe am 12. Juli die gleichen fünf Schwimmer qualifizieren: Der Schwede Thor Henning, der Brite Percy Courtman sowie die drei Deutschen Walter Bathe, Wilhelm Lützow und Kurt Malisch. Über 200 Meter gewann Bathe Gold vor Lützow und Malisch; über 400 Meter siegte Bathe vor dem Weltrekordhalter Henning und Courtman, Lützow beendete dieses Rennen nicht.
Wilhelm Lützow fiel im Ersten Weltkrieg.
Er war Mitglied der Stuttgarter Burschenschaft Ghibellinia.